# Lagorchestes
Lagorchestes es un género de marsupiales diprotodontos de la familia Macropodidae conocidos comúnmente como canguros liebre o ualabíes liebre. Son pequeños mamíferos similares en tamaño y en velocidad de movimientos a las liebres.

## Especies
Se han descrito las siguientes especies:
- Lagorchestes asomatus (extinto)
- Lagorchestes conspicillatus
- Lagorchestes hirsutus
- Lagorchestes leporides (extinto)